# 角田信朗 〜傾いて候〜 よっしゃあ!
『角田信朗 〜傾いて候〜 よっしゃあ!』（かくだのぶあきかぶいてそうろうよっしゃあ）は、TBSラジオほか東名阪3局で2011年1月31日から2012年2月20日まで放送されたラジオ番組。

## 概要
角田信朗をメインパーソナリティとしたトークバラエティ番組。番組の前半ではゲストを招いてのトークでポッドキャストによる配信も行われている。後半は漫画「花の慶次」のラジオドラマという2部形式になっている。
東日本大震災（東北地方太平洋沖地震）の影響により、番組スポンサーのニューギンをはじめとするパチンコ業界全体がこの2ヶ月間放送メディアでの広告活動を自粛したため2011年3月中旬から約2ヶ月間（TBSラジオでは3月14日から5月2日まで）放送を休止した。
TBSラジオにおいて2012年2月6日に2週間後の2月20日をもっての放送終了を告知し、通常の番組改編期となる3月末を待たずに放送を終えている。これは震災発生前の段階では、2011年末までの放送期間を予定していたためである。

## 放送時間
- TBSラジオ - 毎週月曜日 21:00 - 21:30
- CBCラジオ - 毎週金曜日 24:00 - 24:30
- MBSラジオ - 毎週木曜日 24:30 - 25:00

## 出演者
スタジオ出演
- 角田信朗　（空手家・格闘家）
- 出水麻衣　（TBSアナウンサー）

ラジオドラマ・花の慶次
- 前田慶次 - 藤沢としや
- ナレーション - 鶴ひろみ
- ゲスト出演
  - はるな愛　（2011年12月12日・19日）

ほか

## 出演したゲスト
先述のように30分番組で2部構成としているので、トークコーナーは10分程度となり、マンスリーゲストとして一月の間同じゲストとのトークとなる。
- パパイヤ鈴木
- 石井正則（アリtoキリギリス）
- 関根勤
- 山崎銀之丞
- 賀来千香子
- 岸谷五朗
- 綾戸智恵
- コロッケ
- ルー大柴
- 谷村新司
- ピエール瀧